# Risveglio nazionale estone
Il Risveglio Nazionale Estone (in lingua estone Ärkamisaeg) fu un periodo della storia estone in cui gli estoni giunsero a ritenersi una nazione che meritasse l'autodeterminazione. Esso va dagli anni '50 del XIX secolo fino alla dichiarazione della Repubblica Estone, avvenuta nel 1918. La stessa denominazione viene talvolta applicata al periodo 1987–1988.

## Contesto storico

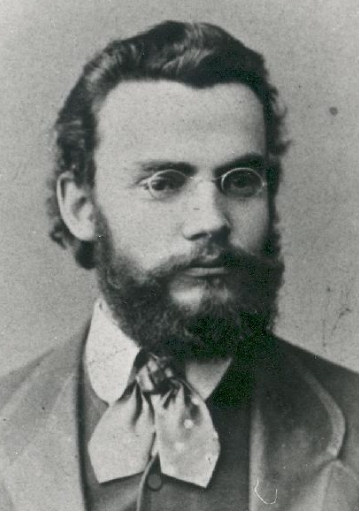
Carl Robert Jakobson

Benché la consapevolezza nazionale si fosse diffusa nel corso del XIX secolo in qualche grado essa era già presente nel ceto medio istruito prima di questo sviluppo. Con il XVIII secolo l'autoproclamazione eestlane, insieme a quella di maarahvas si diffuse fra gli estoni del Governatorato dell'Estonia e del Governatorato della Livonia, due territori sotto l'Impero russo.
La Bibbia venne tradotta nel 1739 ed il numero di libri pubblicati in lingua estone passò da 18, negli anni '50 a 54 negli anni '90 di quel secolo. Alla fine del secolo più della metà degli abitanti delle campagne era in grado di leggere. I primi intellettuali laureati che s'identificarono come estoni, tra i quali Friedrich Robert Faehlmann (1798 – 1850), Kristjan Jaak Peterson (1801 – 1822) e Friedrich Reinhold Kreutzwald acquistarono la notorietà entro il 1820. L' élite culturale era rimasta prevalentemente germanofona fin dalla conquista teutonica dell'inizio del XIII secolo. 

## Il risveglio nazionale
Garlieb Merkel fu il primo autore a trattare gli estoni come appartenenti ad una propria nazione: egli divenne l'ispiratore del movimento nazionale estone, modellato sul mondo culturale dei tedeschi del Baltico prima della metà del XIX secolo. Da tale data, con guide quali Carl Robert Jakobson (1841–1882), Jakob Hurt (1839–1907) e Johann Voldemar Jannsen, il movimento divenne più ambizioso nelle sue richieste politiche e cominciò a volgersi verso i Finlandesi, considerando il  movimento dei Fennomani un modello di movimento nazionale di successo, e in qualche modo anche al movimento dei "Giovani lèttoni".

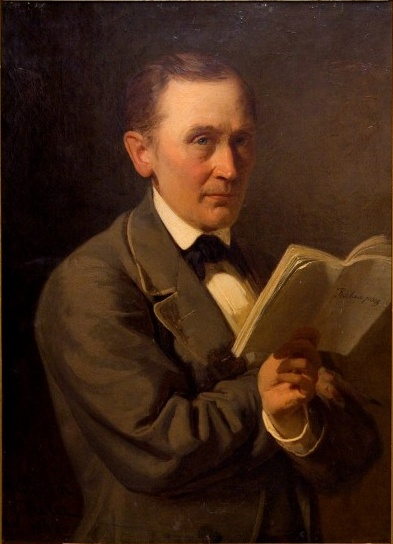
Friedrich Reinhold Kreutzwald legge il manoscritto di Kalevipoeg. Dipinto di Johann Köler.

Imprese significative furono la pubblicazione nel 1862 del poema epico  Kalevipoeg e l'organizzazione del primo festival nazionale della canzone nel 1869. Alla fine degli anni 1860 gli estoni divennero riluttanti a rimanere legati all'egemonia politica e culturale tedesca. Prima dei tentativi di russificazione degli anni 1880 e 1890, l'opinione estone sull'Impero russo rimase positiva.
Nel 1881 diciassette società estoni, in un memorandum ispirato da Carl Robert Jakobson, si rivolsero all'imperatore Alessandro III di Russia per ottenere l'introduzione delle istituzioni dello Zemstvo, già esistenti in numerose parti dell'Impero, con rappresentanze paritarie di Estoni e Tedeschi del Baltico ed unificazione amministrativa delle aree etniche estoni. Postimees, il primo quotidiano in lingua estone, fece la sua comparsa nel  1891. Secondo il censimento imperiale del 1897 gli estoni avevano il secondo tasso di alfabetizzazione dell'Impero russo dopo i finlandesi del Granducato di Finlandia (96% della popolazione di lingua estone oltre il 10º anno di età nei Governatorati baltici, in parti approssimativamente eguali tra maschi e femmine). Le città furono presto "estonicizzate" e nel 1897 l'etnia estone comprendeva i 2/3 dell'intera popolazione estone.

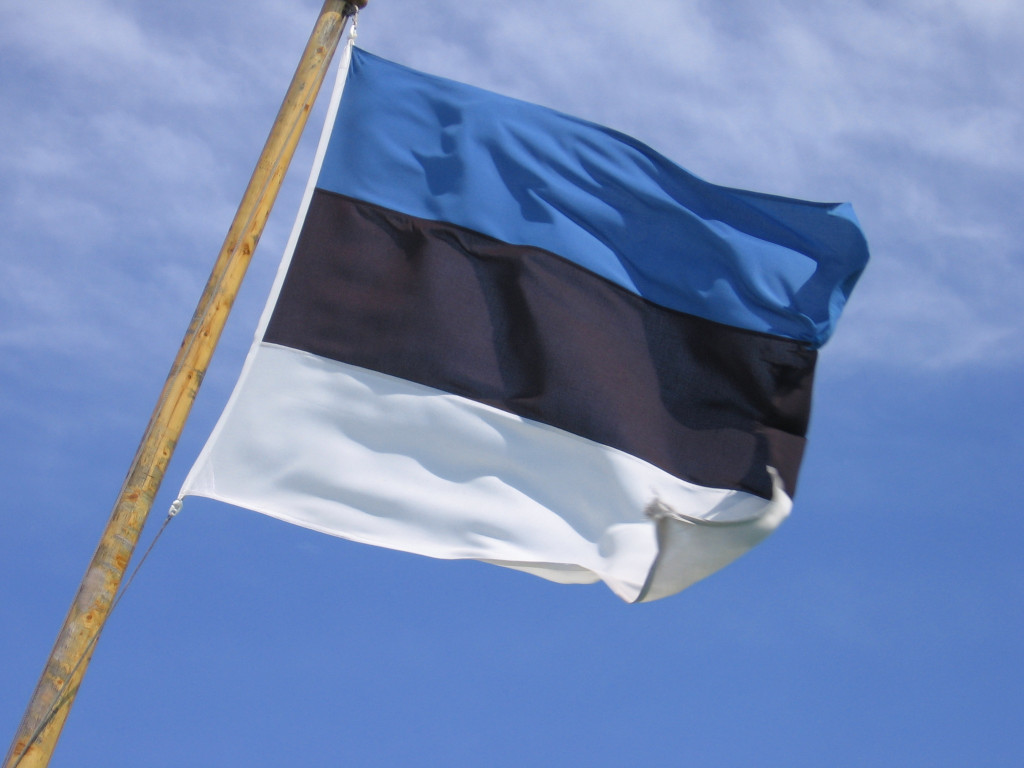
Tricolore estone, simbolo del risveglio nazionale

In risposta alla russificazione, intrapresa dall'Impero russo negli anni 1880, il nazionalismo estone assunse una maggior connotazione politica, con gli intellettuali estoni che chiedevano una maggior autonomia.  Allorché la Rivoluzione russa del 1905 giunse anche in Estonia, gli Estoni chiesero: libertà di stampa e di assemblea, suffragio universale ed autonomia nazionale.
I vantaggi ottenuti dagli estoni furono minimi, ma la tesa stabilità che prevalse fra il 1905 ed il 1917 permise agli estoni di avanzare la pretesa di indipendenza nazionale. A seguito della Rivoluzione di febbraio del 1917 i territori estoni vennero per la prima volta uniti in un'unica entità amministrativa, il Governatorato autonomo dell'Estonia. Dopo la presa del potere da parte  dei bolscevichi con la rivoluzione d'ottobre del 1917 e le vittorie militari tedesche contro l'esercito russo, l'Estonia dichiarò la propria indipendenza come Stato il 24 febbraio 1918.